# Franz Schwede

Franz Schwede

Franz Reinhold Schwede, ab 1934 Schwede-Coburg (* 5. März 1888 in Drawöhnen im Kreis Memel, Ostpreußen; † 19. Oktober 1960 in Coburg), war ein deutscher nationalsozialistischer Politiker. Er wurde in Coburg am 28. August 1930 dritter nationalsozialistischer Bürgermeister im Deutschen Reich und als erstes Mitglied der NSDAP Bürgermeister einer kreisfreien Stadt. Von 1934 bis 1945 war er Gauleiter der NSDAP in Pommern.

## Leben
Franz Schwede lernte Maschinenschlosser und trat 1906 als Maschinist in die Kaiserliche Marine ein. Am Ende des Ersten Weltkrieges war er technischer Deckoffizier und kam als Besatzungsmitglied des Kleinen Kreuzers Dresden nach der Selbstversenkung der Kaiserlichen Hochseeflotte in Scapa Flow in englische Kriegsgefangenschaft. 1920 trat er in die Reichswehr ein, wurde aber nach der Festlegung der Höchststärke von 100.000 Mann 1921 entlassen. Danach war er für etwa ein Jahr technischer Betriebsleiter eines Sägewerkes in Sankt Andreasberg, ehe er im März 1922 als Maschinenmeister bei den Städtischen Werken Coburg eingestellt wurde.

### Coburg (1922–1934)
Am 24. Oktober 1922 wurde er Mitbegründer der NSDAP-Ortsgruppe Coburg, deren Vorsitz er bei ungefähr 800 Mitgliedern Ende Dezember 1923 übernahm. Vorher war Schwede als Gast im Deutschvölkischen Schutz- und Trutzbund aktiv. Nach der Stadtratswahl im Dezember 1924 erhielt die NS-Freiheitsbewegung als Nachfolgeorganisation der verbotenen NSDAP 14,3 % der Wählerstimmen und war mit drei Stadtratssitzen erstmals im Coburger Stadtparlament vertreten; Schwede wurde Stadtrat. Nach der Neugründung der NSDAP im Februar 1925 trat Schwede der Partei am 30. März 1925 erneut bei (Mitgliedsnummer 1.581).
Im Jahr 1928 begann in der Coburger NSDAP-Parteizeitung Der Weckruf, aus der 1930 die Coburger Nationalzeitung hervorging, eine Hetz- und Verleumdungskampagne gegen Abraham Friedmann, den Generaldirektor des Coburger Fleischwarenunternehmens Großmann AG. Friedmann wehrte sich gegen die Angriffe auf seine Person, indem er dem Arbeitgeber von Schwede, den Städtischen Werken, drohte, die Koks- und Stromabnahmen einzustellen. Da Schwede eine Unterlassungserklärung verweigert hatte, wurde er auf Antrag der Städtischen Werke Coburg nach einem Stadtratsbeschluss mit 14 gegen 10 Stimmen Anfang 1929 entlassen. Auf die von der empörten NSDAP geforderte umgehende Rehabilitierung Schwedes ging die Stadtverwaltung nicht ein. Die NSDAP veranlasste daraufhin ein Volksbegehren zur Auflösung des Stadtrates, das sie am 5. Mai 1929 mit 67 % der Wählerstimmen gewann. Die am 23. Juni durchgeführte Stadtratswahl brachte nach einem Wahlkampf unter anderem mit Adolf Hitler als Redner mit 43,1 % Stimmen und 13 von 25 Stadträten zum ersten Mal die absolute Mehrheit für die NSDAP in einer deutschen Stadt. Mit einem ähnlichen Verfahren der Volksabstimmung erfolgte 1931 in Neustadt an der Aisch die „Machtergreifung“ der NSDAP im Stadtrat. Am Vorabend der dortigen Abstimmung trat Schwede als Redner dort auf.
Bei der Eröffnungssitzung des neu gewählten Stadtrates wurde die Wiedereinstellung Schwedes mit Beamtenstatus bei den Städtischen Werken beschlossen. Im folgenden Jahr erreichte Schwede am 28. August 1930 im fünften Versuch die Wahl zum Dritten Bürgermeister. Er war damit der erste Bürgermeister in Deutschland, den die NSDAP stellte. Anfang 1931 wurde er zum Zweiten Bürgermeister gewählt. Am 16. Oktober 1931 wurde er zum Ersten Bürgermeister und 1933 zum Oberbürgermeister von Coburg ernannt. Im März 1933 hatte der Terror unter Führung von Schwede gegen Juden und Gegner der NSDAP in Coburg einen Höhepunkt. Bis Ende April wurden 152 Menschen verhaftet und in „Schutzhaft“ in Anwesenheit von Schwede schwer misshandelt. Ein Höhepunkt des Personenkults um Schwede in Coburg war 1933 die Weihe der neuen Coburger Rathausglocke mit der Inschrift „Zu Adolf Hitler ruf ich dich, Franz Schwede-Glocke heiße ich.“ Schwede war seit Oktober 1930 als Nachrücker Abgeordneter der NSDAP im Bayerischen Landtag geworden und ab November 1933 Mitglied des Reichstags. (Zum Lebensabschnitt in Coburg siehe auch Coburg in der Zeit des Nationalsozialismus)
Schwede war ein Förderer der Deutschen Landsmannschaft, die ihre jährliche Verbandstagung zu Pfingsten stets in Coburg abhielt und die er auch gegen Angriffe des Nationalsozialistischen Deutschen Studentenbundes verteidigte. Die DL verlieh Schwede 1934 als Erstem das Ehrenband der Deutschen Landsmannschaft und ernannte ihn damit zum Ehrenmitglied der DL.

### Pommern (1934–1945)
Die politische Karriere setzte er am 1. Juli 1934 mit dem Amt des Regierungspräsidenten von Niederbayern/Oberpfalz in Regensburg und am 20. Juli 1934 mit der Ernennung durch Adolf Hitler zum Gauleiter des Gaues Pommern als Nachfolger Wilhelm Karpensteins sowie zum Oberpräsidenten der preußischen Provinz Pommern fort. Daneben wurde Schwede aufgrund seiner Verdienste der Namenszusatz Coburg und 1939 die Ehrenbürgerschaft Coburgs verliehen. Ihm zu Ehren erhielt das zum Schulungslager umgebaute Schloss Vogelsang den Namen Franz-Schwede-Coburg-Beamtenlager. Im Jahr 1937 wurde er zum SA-Gruppenführer und 1938 zum SA-Obergruppenführer befördert. Im gleichen Jahr wurde er Bundesführer des Reichstreubundes ehemaliger Berufssoldaten sowie 1939 Reichsverteidigungskommissar des Wehrkreises II.
Aus der Coburger Zeit folgten ihm unter anderem Arno Fischer als Landesbaurat, Kuno Popp als Gaupropagandaleiter und Leiter der Landesstelle Pommern des Reichsministeriums für Volksaufklärung und Propaganda, Alfred Seidler als Gauschatzmeister, Johannes Künzel als Gauobmann der Deutschen Arbeitsfront, Emil Mazuw als Stabsführer des SS-Abschnitts XIII und Werner Faber als Stettiner Oberbürgermeister nach Pommern.
Schwede-Coburg ordnete in seiner Funktion als Gauleiter und Reichsverteidigungskommissar für Pommern – unabhängig, selbstständig und zeitlich vor den Maßnahmen der Zentraldienststelle T4 – die Räumung der Heil- und Pflegeanstalten in Treptow, Ueckermünde, Lauenburg, Meseritz-Obrawalde und Stralsund im Herbst 1939 an und ließ den größeren Teil der Patienten durch das SS-Kommando Eimann in Westpreußen erschießen bzw. durch das Sonderkommando Lange mit Gaswagen ermorden.
Im Februar 1940 erfolgte die Deportation der in der Provinz Pommern verbliebenen 800 bis 1000 Juden in den Distrikt Lublin im Generalgouvernement. Schwede meldete daraufhin als erster Gauleiter einen „judenfreien“ Gau.

### Haft und Tod (1945–1960)
Schwede verhinderte am Ende des Zweiten Weltkrieges eine rechtzeitige und geordnete Flucht der Zivilbevölkerung in Pommern vor der heranstürmenden Roten Armee, setzte sich aber selbst rechtzeitig mit einem Schiff von Saßnitz am 4. Mai in Richtung Schleswig-Holstein ab, wo er am 13. Mai 1945 in englische Kriegsgefangenschaft kam und bis 1947 im Internierungslager Esterwegen inhaftiert war. Nach einer ersten Verurteilung in einem Spruchkammerverfahren wegen Zugehörigkeit zum NS-Führerkorps zu neun Jahren Gefängnis am 25. November 1948 in Bielefeld wurde er durch ein Urteil vom 7. April 1951 in Coburg wegen 52-facher Körperverletzung in Tateinheit mit versuchter Nötigung im Amt während des Terrors im Jahr 1933 zur Höchststrafe von zehn Jahren Gefängnis verurteilt. Am 24. Januar 1956 wurde die Reststrafe zur Bewährung ausgesetzt, 1960 starb Franz Schwede im Alter von 72 Jahren in Coburg.